# 肖恩·奥布赖恩
肖恩·奥布赖恩（英語：Shaun O'Brien，1969年5月31日—），澳大利亚男子自行车运动员。他曾代表澳大利亚参加1992年夏季奥林匹克运动会自行车比赛，获得男子团体追逐赛银牌。